# Moviment Democràtic per l'Alliberament de Tigre
El Moviment Democràtic per l'Alliberament de Tigre (Democratic Movement for the Liberation of Tigray DMLT), és una organització armada d'Etiòpia a Tigre, finançada i armada per Eritrea. Està dirigida per Fasah Haile Marian, que viu generalment a algun lloc d'Europa. Vers el 2005 va minar una part del territori del Tigre occidental especialment a la carretera de Galabat–Humera. Les seves bases estan a la frontera d'Eritrea amb el Sudan, país al que entren per passar a Tigre a la zona d'Humera, la principal zona comercial agrícola. El DMLT es va nodrir d'alguns quadres que van abandonar el Front Popular d'Alliberament de Tigre però segons el govern etíop depèn totalment de l'exèrcit eritreu.